# Gavan, Chikodi
Gavan là một làng thuộc tehsil Chikodi, huyện Belgaum, bang Karnataka, Ấn Độ.